# منتخب سانت كيتس ونيفيس تحت 20 سنة لكرة القدم
منتخب سانت كيتس ونيفيس تحت 20 سنة لكرة القدم (باليونانية: Εθνική Άγιου Χριστόφορου και Νέβις U20 )‏ هو ممثل سانت كيتس ونيفيس الرسمي في المنافسات الدولية في كرة القدم في فئة كرة قدم تحت 20 سنة للرجال، يديريه اتحاد سانت كيتس ونيفيس لكرة القدم.